# Leptoconopinae
Leptoconopinae es una subfamilia de dípteros nematóceros perteneciente a la familia Ceratopogonidae.

## Géneros
- Archiaustroconops Szadziewski, 1996 †
- Austroconops Wirth & Lee, 1958
- Fossileptoconops Szadziewski †
- Jordanoconops Szadziewski, 1996 †
- Leptoconops Skuse, 1889
- Minyohelea Borkent, 1995 †